# Хутірка
Которянка
Хутірка — річка в Україні, в Уманському районі Черкаської області, права притока Уманки (басейн Південного Бугу).

## Опис
Довжина річки приблизно 8 км. Формується з багатьох безіменних струмків та 5 водойм.

## Розташування
Бере  початок на південному сході від Веселівки в урочищі Шелест. Тече переважно на північний схід через село Городецьке і впадає у річку Уманку, ліву притоку Ятрані.